# 格倫·貝克特
格倫·艾弗瑞德·貝克特（英語：Glenn Alfred Beckert，1940年10月12日—2020年4月12日），為前美國職棒大聯盟的二壘手。生涯效力過小熊與教士兩隊。貝克特生涯共入選4次明星賽，並拿下1次金手套獎。

## 職業生涯

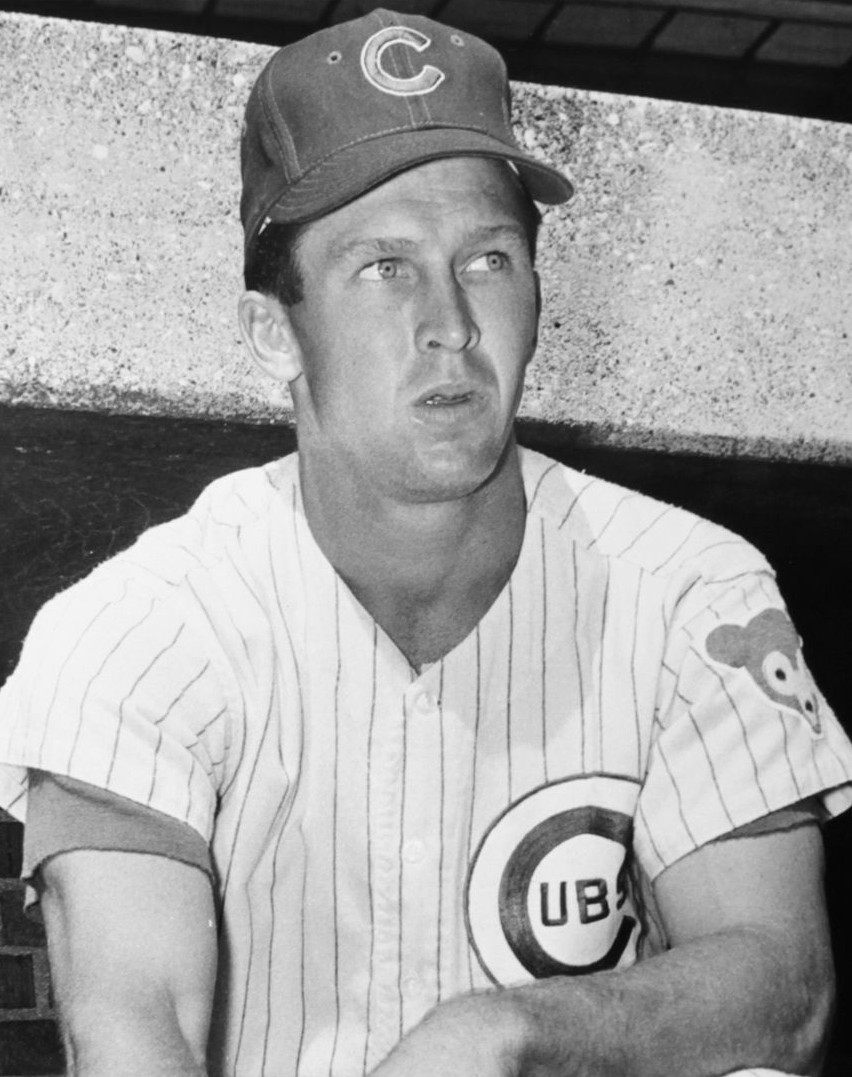
1967年的貝克特

貝克特在1962年獲得政治學學位，同年他加入紅襪，隨後他透過小聯盟選秀被小熊選走。
1964年，小熊新秀二壘手Ken Hubbs發生空難意外逝世，得年22歲。在重建基石殞落的情況下，小熊在1965年將貝克特搭上大聯盟。他後來和游擊手唐·凱辛格組成小熊1960年代末到1970年代初的二游搭檔。貝克特是一名三振率極低的選手，他曾5年保持聯盟最低的三振率。
1968年，貝克特成為聯盟得分王。這年他成功拿下金手套獎，中止了比爾·馬澤羅斯基的金手套獎5連霸。1969年，貝克特首度入選明星賽。1971年，貝克特繳出生涯新高的3成42打擊率。
1973年球季結束後，小熊將貝克特、Bobby Fenwick交易到教士，換來Jerry Morales。他在教士只要擔任代打，最後在1975年被釋出。之後他入選芝加哥運動名人堂。

## 生涯打擊成績
| 出賽次數 | 打席 | 打數 | 得分 | 安打 | 二安 | 三安 | 全壘打 | 打點 | 盜壘 | 保送 | 三振 | 打擊率 | 上壘率 | 長打率 | OPS  |
| -------- | ---- | ---- | ---- | ---- | ---- | ---- | ------ | ---- | ---- | ---- | ---- | ------ | ------ | ------ | ---- |
| 1320     | 5572 | 5208 | 685  | 1473 | 196  | 31   | 22     | 360  | 49   | 260  | 243  | .283   | .318   | .345   | .663 |

## 個人生活
貝克特在1967年11月結婚，2020年4月12日去世，享年79歲。

## 外部連結
- 球員資訊和成績在MLB ，ESPN ，Retrosheet ，Baseball Reference ，Baseball Reference (Minors) ，Fangraphs ，The Baseball Cube ，Baseball Almanac （英文）